# 21 (číslo)
Dvacet jedna je přirozené číslo. Následuje po číslu dvacet a předchází číslu dvacet dva. Řadová číslovka je dvacátý první nebo jednadvacátý. Římskými číslicemi se zapisuje XXI.

## Matematika
Dvacet jedna je
- Fibonacciho číslo
- Motzkinovo číslo (nejmenší Motzkinovo číslo, které není čtverec celého čísla)
- trojúhelníkové číslo
- složené číslo
- součet prvních šesti přirozených čísel (1+2+3+4+5+6=21)
- příznivé číslo

## Chemie
- 21 je atomové číslo skandia

## Ostatní

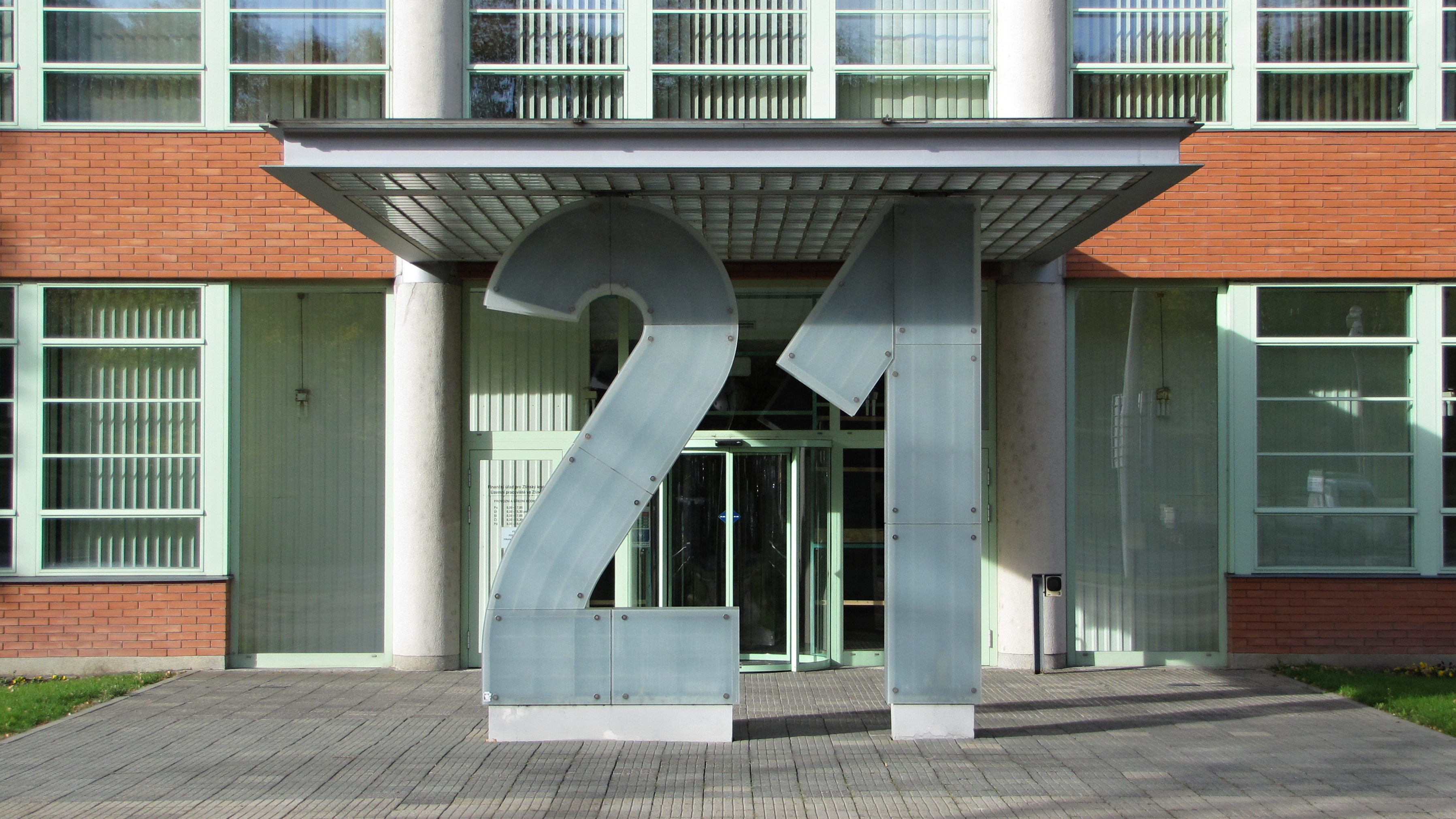
Vstup do budovy „21“ ve Zlíně

- v České republice je 21 let věk, kdy vzniká pasivní volební právo ("být volen") pro volby do poslanecké sněmovny.
- ve Spojených státech je 21 let minimální věk pro koupi alkoholického nápoje a pro hraní hazardních her
- MiG-21, sovětský stíhací letoun
- Armáda ČR při slavnostních příležitostech pálí 21 salv.[1]

## Roky
- 1021 př. n. l.
- 21 př. n. l.
- 21
- 1021
- 1121
- 1221
- 1321
- 1421
- 1521
- 1621
- 1721
- 1821
- 1921
- 2021
- 21. století